# Nottingham Panthers
Les Nottingham Panthers sont un club de hockey sur glace professionnel basé à Nottingham en Angleterre. L'équipe est officiellement connue sous le nom de GMB Nottingham Panthers à la suite d'un accord de sponsorship avec GMB union. Elle évolue dans le Championnat du Royaume-Uni de hockey sur glace.
Les Panthers ont remporté trois league championships (deux fois titrés en English National League, une fois en British National League), deux championnats, six Autumn Cups et deux Challenge Cups dans leur histoire. Il s'agit de la seule équipe ayant joué toutes les saisons pour lesquelles il y a eu un championnat britannique organisé et du seul membre fondateur de la Premier Division de 1983 continuant à participer au niveau élite. Les Panthers comptent 16 membres au Hall of Fame du hockey sur glace britannique et ont fourni 34 joueurs représentant la Grande-Bretagne aux championnats du monde et aux qualifications olympiques.
Le club a été fondé en 1946 après des tentatives antérieures ajournées pour cause de Seconde Guerre mondiale. Durant leurs huit premières saisons, les Panthers ont joué en English National League. Ils ont rejoint la British National League en 1954 alors nouvellement formée, dans laquelle ils ont été engagés jusqu'à sa dissolution en 1960. Se retrouvant sans aucune ligue pour jouer, le club cessa ses activités. En 1980, des joueurs et des officiels des Sheffield Lancers déménagèrent à Nottingham et firent renaître les Panthers. Tant l'équipe originelle que l'équipe actuelle ont joué leurs matchs à domicile au Ice Stadium jusqu'en 2000 pour jouer ensuite au National Ice Centre.
Les Panthers ont une des plus larges bases de supporteurs du hockey sur glace en Grande-Bretagne. Leurs supporteurs ont partagé de nombreuses rivalités avec d'autres équipes au cours de leur histoire. Il existe une rivalité féroce entre les Panthers et les Sheffield Steelers. Les deux équipes se sont affrontées 150 fois (dont dix finales majeures) depuis 1992.

## Historique

### Ère initiale
Une première tentative d'installer une équipe de hockey sur glace professionnelle à Nottingham a eu lieu en 1939 à la suite de l'achèvement du Ice Stadium. Une équipe fut montée puis envoyée depuis le Canada vers le Royaume-Uni pour prendre part à la saison 1939–1940 de l'English National League mais les joueurs furent rapidement rapatriés outre-Atlantique sans avoir joué un seul match à cause du déclenchement de la Seconde Guerre mondiale. Sept ans après, une fois la guerre finie, un second effort fut entrepris pour installer le hockey sur glace dans la ville. Avec une équipe constituée de Canadiens provenant principalement de Winnipeg (Manitoba), les Nottingham Panthers jouèrent leur premier match de compétition le 22 novembre 1946 qu'ils conclurent par une victoire à domicile sur le score de 3–2 contre les Wembley Monarchs.
Les Panthers se sont débattus dans les difficultés durant leurs premières années et n'ont fini qu'une seule fois dans la moitié haute du classement lors de leurs quatre premières saisons. Le premier entraineur du club, Alex Archer, quitta Nottingham après deux saisons et fut remplacé par Archibald Stinchcombe qui entraina l'équipe jusqu'en 1955. Malgré le manque de résultats dans les premières années, l'équipe eut un certain nombre de joueurs qui devinrent des héros locaux tels les attaquants Les Strongman et Chick Zamick. Zamick devint l'un des buteurs les prolifiques du championnat et remporta la récompense du Nottingham Sportsman of the Year (sportif de Nottingham de l'année) à deux reprises, battant des sportifs comme le joueur de Notts County et international anglais de football Tommy Lawton.
Le premier titre majeur du club est décroché lors de la saison 1950–1951. Après s'être classés quatrièmes de l' Autumn Cup, les Panthers remportent le championnat avec 18 victoires sur les 30 matchs de la compétition. L'équipe termine également meilleure attaque et meilleure défense. La saison suivante, Nottingham perd Chick Zamick sur blessure et tombe alors dans le fond du classement. Le succès revient en 1953–1954 lorsque, après avoir fini dernier de l'Autumn Cup, les Panthers assurent leur seconde titre en English League en finissant un point devant Streatham.
À la fin de la saison 1954, les ligues anglaise et écossaise fusionnèrent pour former la «Ligue Britannique». Les Panthers finissent deuxièmes, derrière les Harringay Racers, sur les onze équipes engagées dans la compétition. Après une saison, toutes les équipes écossaises à l'exception des Paisley Pirates, se retirent de la British League réduite alors à cinq équipes. La fin de la saison 1955 voit aussi le départ de Stinchcombe qui est remplacé par Zamick en tant qu'entraineur. La saison 1955–1956 est l'une des saisons les plus fructueuses du club. Nottingham gagne l’Autumn Cup en début d'exercice avant de soulever leur troisième titre en championnat grâce à une meilleure différence de buts que les Wembley Lions. Ils se sont également rendus en Suède où ils remportent la Coupe Ahearne. Ce fut la dernière occasion pour le club initial de remporter des trophées et à ce jour le titre de champion de 1956 demeure le dernier glané par les Nottingham Panthers.
Les quatre années suivantes, Nottingham alterne entre les fonds du classement et la deuxième place du championnat. Après avoir été finalistes en 1959–1960, les Panthers participent à la première finale du championnat britannique en trente ans durant laquelle ils affrontèrent les Brighton Tigers. Nottingham est battu sur le score de 3–2 au match aller mais remporte le match retour sur le même score, menant l'équipe à une prolongation. Les Tigers emportent la rencontre sur le score cumulé de 6–5 après six minutes et 32 secondes de prolongation. À la fin de la saison 1960, la British National League est dissoute et engendre la disparition des Panthers de Nottingham. Le hockey sur glace disparait alors de Nottingham pour les deux décennies suivantes.

### 1980 - aujourd’hui: l’ère moderne

#### Années à l'Ice Stadium
Les Panthers ressuscitent en grande partie grâce aux efforts de Gary Keward. En 1980, les directeurs de l’Ice Stadium, menés par Charles Walker, accèdent à la requête de Keward de donner une autre chance au hockey sur glace. Les Sheffield Lancers, une équipe que Keward a aidé à fonctionner, déménagent à Nottingham puis reprennent le nom de l’équipe qui occupait ces mêmes locaux 20 ans auparavant. Le 20 septembre 1980, les Panthers nouvellement reformés jouent leur premier match à l'Ice Stadium et battent les Solihull Barons sur le score de 7–4.
Lors de leurs trois premières saisons, les Panthers jouent dans les ligues régionales, tout d’abord dans l’English League South puis dans la Section B de la British Hockey League. En 1983, la British Hockey League se reconstitue devenant ainsi le premier championnat national de hockey sur glace en 23 années. Nottingham fait partie des neuf membres fondateurs du championnat de première division. Les Panthers sont alors l’une des équipes les plus supportées de la ligue. Leurs matchs se jouent régulièrement à guichets fermés[réf. nécessaire] mais le manque de résultats sur la glace fait passer cette popularité au second plan, Nottingham affrontant des équipes davantage établies comme les Durham Wasps ou les Murrayfield Racers. Il faut attendre l’arrivée d’Alex Dampier en tant qu’entraîneur en 1985 pour que les choses changent. Dès sa première saison au club, Dampier mène Nottingham jusqu’aux séries éliminatoires pour la première fois depuis la reformation de l’équipe. Les Panthers perdent leurs quatre matchs de quarts-de finale et ne peuvent ainsi rejoindre les finales à la Wembley Arena.
En 1986, Nottingham assure son premier trophée depuis la reformation et le premier en trente ans en battant les Fife Flyers sur le score de 5 buts à 4 après prolongation. Ils soulèvent ainsi le Norwich Union Trophy sur la glace du National Exhibition Centre de Birmingham devant 5 600 spectateurs. Layton Eratt marque le but victorieux après une minute et 53 secondes en prolongation, concluant un match ayant vu aussi bien les Panthers que les Flyers mener par deux fois. En championnat, Nottingham arrive de nouveau à se qualifier pour les séries éliminatoires mais n’engrange aucune victoire. L’équipe répète l’expérience la saison suivante et porte de ce fait son nombre de défaites consécutives à douze.
La saison 1988–1989 est une des meilleures réalisées par les Panthers. Ils finissent troisièmes du championnat, remportent pour la première fois un match de playoffs et rejoignent pour la première fois les phases finales qui se tiennent à Wembley. Nottingham rencontre les Whitley Warriors en demi-finale et remporte le match 8–6. Le lendemain, les Panthers affrontent les Ayr Bruins en finale, qu’ils battent sur le score de 6–3 ce qui leur permet de soulever leur premier titre de champion. Une autre Autumn Cup suit en 1991 mais Dampier quitte le club lors de la saison 1992–1993 pour rejoindre les Sheffield Steelers qui viennent de se former. Il est alors remplacé par Kevin Murphy qui entraine l’équipe jusqu’au terme de la saison. Murphy est à son tour remplacé par Mike Blaisdell à la fin de cette même saison.
Blaisdell monte une bonne équipe pour la saison 1994–1995 et fait décrocher aux Panthers la Benson & Hedges Cup grâce à une victoire sur le score de 7–2 contre les Cardiff Devils en finale. Nottingham ouvre son championnat avec une série de 21 matchs sans défaite. mais quatre matchs perdus lors des deux derniers week-end de la saison régulière, dont une défaite à domicile sur le score de 8–6 contre le plus proche rival et champion en titre Sheffield, empêchent le club de décrocher leur premier championnat en 39 ans. Lors de la saison 1995–1996 les Panthers atteignent et la finale de la coupe Benson & Hedges et la finale des playoffs, mais sont défaits par les Steelers à deux reprises.
En 1996, les Panthers deviennent un des membres fondateurs de la nouvelle Ice Hockey Superleague. Cette nouvelle ligue abolit le cap salarial et les restrictions sur le nombre de joueurs non-formés au Royaume-Uni par équipe. De nombreux joueurs britanniques de Nottingham qui furent formés au club, sont remerciés au profit de joueurs nord-américains. Parmi le contingent de joueurs formés à Nottingham, seuls Randall Weber, Ashley Tait et Simon Hunt sont reconduits. Les Panthers commencent la saison en atteignant la finale de la Benson & Hedges Cup pour la troisième fois d’affilée, après avoir battu le grand rival Sheffield sur un score cumulé de 6–3 en demi-finale. En finale, ils battent les Ayr Scottish Eagles 5–3, prenant la tête dès la 29e seconde pour ne pas la lâcher jusqu’à la fin du match. Les Panthers finissent quatrièmes de la ligue et se qualifient pour les playoffs après avoir fini en tête de leur groupe avec cinq victoires et une défaite en prolongation sur un total de six matchs. Leur demi-finale contre les Ayr Scottish Eagles devint la plus longue rencontre de l’histoire du hockey sur glace britannique. Le score est de 5–5 après le temps réglementaire et chacune des cinq prolongations de dix minutes s’achevent sans le moindre but marqué. C’est seulement au cours de la sixième prolongation, alors que l’on s’approche des deux heures de match, que Jeff Hoad inscrit le but de la victoire pour Nottingham. Ainsi le match s’achève après 115 minutes et 49 secondes de jeu. En finale, les Panthers rencontrent Sheffield qu’ils ne parviennent pas à vaincre. Ils s’inclinent sur le score de 3–1 malgré une ouverture du score précoce.
En 1997, la franchise est vendue à la suite des révélations des dirigeants au sujet de l’endettement considérable des Panthers. Un repreneur est alors trouvé à Londres : l’homme d’affaires Neil Black et son entreprise spécialisée en management du sport. La saison 1998–1999 voit les Panthers signer leur meilleure série : après avoir fini troisième de leur groupe pour la Benson & Hedges Cup, les Panthers éliminent les Slough Jets et les Newcastle Jesters puis s’imposent face aux Manchester Storm en demi-finale malgré le fait d’être diminués par de nombreuses blessures alors que les Storm sont au complet. La finale, à l’instar de celle de 1996, voit s’affronter les Panthers et les Ayr Scottish Eagles. Ici Nottingham remonte le score pour s’imposer 2–1 grâce à deux buts du Finlandais Pekka Virta. En championnat, les Panthers finissent troisièmes, à douze points du champion Manchester. Nottingham se qualifient aussi pour les finales de la Challenge Cup et pour les playoffs mais l’équipe est respectivement battue par les Sheffield Steelers et les Cardiff Devils. Durant la saison, Paul Adey et Greg Hadden inscrivirent 141 points à eux deux, quatre joueurs marquent plus de 20 buts, six joueurs dépassent les 30 assistances et sept autres atteignent les 30 points ou plus.
La saison 1999-2000 constitue la dernière saison passée à l’Ice Stadium avant de partir pour le National Ice Centre. La partie du budget consacré aux joueurs est limitée par le président du club afin que les Panthers puissent entamer la saison suivante. Il est demandé aux joueurs d’accepter une réduction salariale, ce qui fait partir Trevor Robins, Mike Bishop, Mark Kolesar, Eric Dubios et le recordman du nombre de buts marqués Paul Adey. Cela frustre Mike Blaisdell qui quitte le club en novembre pour devenir l’entraîneur-chef des Sheffield Steelers. Il est remplacé par l’ancien entraîneur Alex Dampier. Ayant perdu ses forces vives, Nottingham finit sixième sur huit au championnat. Le club s’est mieux comporté en Challenge Cup où la finale fut atteinte pour la seconde fois consécutive mais les Panthers s’inclinent face aux Steelers de Mike Blaisdell sur le score de 2-l à la London Arena. Le 22 mars 2000, les Panthers accueillent Newcastle pour leur dernier match à l’Ice Stadium. Jamie Leach inscrit le dernier but de Nottingham dans ce qui fut leur antre les 54 précédentes années mais les Panthers s’inclinent en prolongation sur le score de 2–1.

#### Départ pour le National Ice Centre
Les Panthers emménagent dans le tout nouveau National Ice Centre en septembre 2000. La capacité du nouveau bâtiment est plus de deux fois celle de l'ancienne patinoire, ainsi le taux de remplissage augmente de 72%. L'équipe connaît une première saison difficile dans sa nouvelle antre. Elle est éliminée en demi-finale de la Benson & Hedges Cup par les Sheffield Steelers et souffre terriblement tout au long de la première moitié de la saison régulière. Jusqu'à Noël l'équipe voit se profiler la possibilité de ne pas se qualifier pour les playoffs, ce qui aurait été une première depuis 1985. Mais la forme revint lors de la seconde moitié de saison. L'équipe engrange cinq victoires lors de ses sept premiers matchs à domicile en 2001, dont un 6–4 face aux Sheffield Steelers, gâché par une violente bagarre. Les Panthers se présentent à la neuvième et dernière place pour le dernier match de la saison régulière, trois points derrière leurs adversaire du jour, les Newcastle Jesters. Nottingham a besoin d'une victoire dans le temps réglementaire pour prétendre à la huitième place qualificative pour les playoffs, une performance qu'ils n'ont pas réussi à l'extérieur de toute la saison, alors qu'un match nul suffit aux Jesters. À 10,1 secondes de la fin du match, le score reste figé à 2–2, mais ayant fait sortir leur gardien de but pour un attaquant supplémentaire, les Panthers remportent une mise en jeu près du but de Newcastle et Robert Nordmark marque à 4,4 secondes du terme pour ainsi envoyer son équipe en playoffs et éliminer les Jesters. Lors des playoffs, les Panthers n'ont remporté qu'un seul match, face aux Sheffield Steelers alors confrontés à des problèmes financiers,.

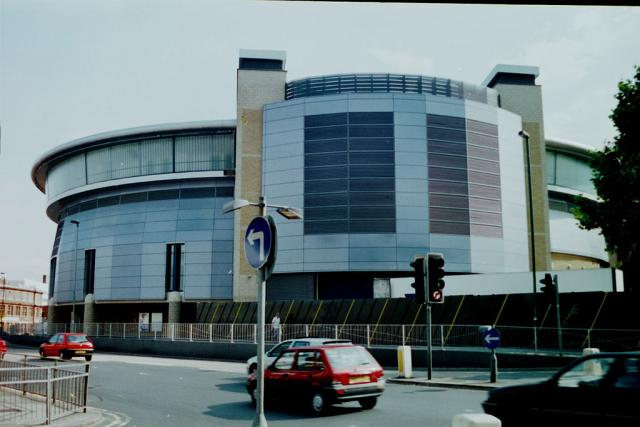
The National Ice Centre

En 2003 la Superleague s'effondre à cause de difficultés financières : seuls cinq membres continuent et la ligue est même menacée d'être ramené à trois équipes,. Après quelques incertitudes pour savoir à quelle compétition les Panthers pourraient participer, and even uncertainty over the future of the club itself, Nottingham devint un des membres fondateurs de la nouvelle Elite Ice Hockey League. Les modifications apportées au règlement concernant le nombre de joueurs formés hors Royaume-Uni qu'un club peut engager et un nouveau plafond salarial engendrent des changements substantiels dans le club. Après avoir fini seconds de la ligue, leur meilleur résultat en douze ans, les Panthers se qualifient pour la finale de la Challenge Cup. Leur adversaire lors de la finale disputée en un aller-retour est leur grand rival, les Sheffield Steelers, une équipe que Nottingham n'a jamais réussi à battre en six finales où les deux clubs se sont affrontés. Le match aller s’achève sur un score de parité, 1–1 à Nottingham. Lors du match retour à la Sheffield Arena, les Panthers mènent jusqu'à 3–1 en cumulant le score des deux manches. Cependant, Sheffield inscrit un but en fin de second tiers puis égalise à dix minutes de la fin, condamnant les deux équipes à la prolongation. Après 53 secondes de prolongation, Kim Ahlroos marque le but victorieux, mettant ainsi fin à une attente de huit ans pour voir les Panthers battre les Steelers dans une finale prestigieuse et assurer le premier trophée du club depuis 1998. Les Panthers poursuivent leur quête de trophée par une campagne de playoff convaincante. Mais après avoir battu les Manchester Phoenix 6-1 en demi-finale, les Steelers se vengent de leur défaite en Challenge Cup en s'imposant d'une courte tête en finale (2-1).

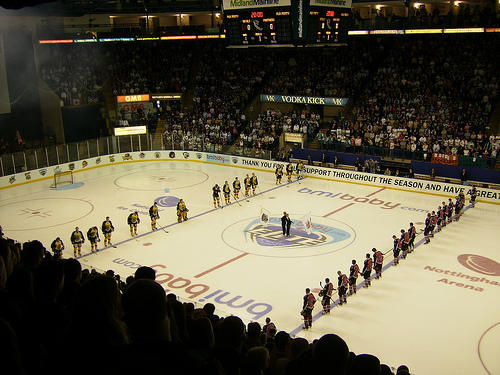
Nottingham et Cardiff avant la finale des séries éliminatoires de 2007

La saison 2004–2005 voit le club prendre part à la Coupe Continentale. Les Panthers sont placés dans le groupe des Gothiques d'Amiens, qui évoluent à domicile, la compétition étant organisée au Coliséum, des italiens du Milano Vipers et des slovènes de l'Olimpija Ljubljana. Pour son premier match, Nottingham partage les points avec Milan (2-2) avant de remporter ses deux matchs suivants sur les scores de 1–0 et 3–1, respectivement contre les slovènes et les français, manquant de peu la première place qualificative pour le second tour de la compétition à cause d'une différence de buts à l'avantage de Milan. Pour ce qui est de son championnat domestique, l'équipe lutte la plupart de la saison et c'est uniquement à la fin des playoffs que les Panthers réitèrent des matchs du calibre de ceux entrevus en Europe. Ainsi, et ce malgré le fait de ne pas avoir été épargnés par les blessures, ils se qualifient pour leurs seconde finale de playoffs consécutive, s'inclinant 2–1 en prolongation contre les Coventry Blaze qui accomplissent un grand chelem cette année-là au Royaume-Uni.
Mike Blaisdell revient brièvement au club en tant qu'entraîneur pour la saison 2005–2006, avant d'être remplacé par Mike Ellis. Ce dernier amène de nombreux changements dans l'effectif et fait terminer les Panthers à la cinquième place du championnat. En séries éliminatoires, Nottingham élimine les Sheffield Steelers et les Belfast Giants avant de battre les Cardiff Devils pour soulever son premier championnat en 18 ans. Pour les trois matchs nuls la décision s'est effectuée en fuillade. Sur les sept face-à-face durant la compétition, le gardien Rastislav Rovnianek arrête les sept tirs. La saison suivante, les Panthers glanent une seconde Challenge Cup, en battant les Sheffield Steelers 9–7 (score cumulé) en finale. Ce fut la première fois que les Panthers soulevèrent deux trophées majeurs au cours de saisons successives.

## Origines du nom du club, logos et couleurs
L'origine du nom des Panthers est incertaine. Une des théories les plus largement acceptée est que le club a été nommé d'après le nom d'un escadron d'aviateurs canadiens basé près de Nottingham pendant la Seconde Guerre mondiale.
Cependant, aucune preuve ne permet d'étayer la thèse de l'existence de cette escadron et les archives indiquent que le nom fut attribué avant que ces événements n'aient pu arriver. Dans une brochure commémorative produite à l'occasion de l'ouverture de l'Ice Stadium en avril 1939, il est affirmé que l'équipe nouvelle venue serait connue sous les noms des Nottingham Panters. Cependant, cela n'explique pas la logique se cachant derrière ce nom. Trois matchs sont joués avec des équipes utilisant le nom de Nottingham Panthers durant l'hiver 1939–1940 avant que le nom ne réapparaisse en 1946.
Pendant la première période d'existence du club, les Panthers n'avaient pas de logo, utilisant plutôt des lettres stylisées sur l'avant de leurs maillots. Le logo actuel du club a été adopté en 2003. C'est le cinquième logo utilisé depuis que les Panthers se sont reformés. Le premier a été utilisé entre 1980 et 1994 et représentait la silhouette d'une tête de panthère inscrite dans un cercle rouge. Le deuxième logo, adopté en 1994, était similaire au premier mais la tête de panthère y était détaillée davantage. Le troisième logo, introduit en 1998, faisait figurer un trou de serrure ayant la forme d'une tête de chat dans lequel prenait place une panthère. Le quatrième logo a été adopté à la suite du déménagement vers le National Ice Centre et était similaire au logo du club allemand du Augsburger Panther,. Les lettres stylisées originales furent à nouveau utilisées sur certains maillots pour marquer le soixantième anniversaire de la création du club en 2006.
Les couleurs utilisées par les Panthers d'origine sont le noir et le blanc. Les maillots des matchs à domicile étaient noir avec une doublure rayée noire et blanche sur les épaules. Quand le club s'est reformé en 1980, le noir et le blanc sont conservés, tout en ajoutant au chandail une doublure or . En 1996, du rouge a été ajouté. En 2001–2002 les couleurs sont changées pour se mettre au noir et à l'or. Les chandails sont or avec une doublure noir à domicile et les couleurs sont inversées pour les matchs à l'extérieur. En 2007–2008, les Panthers sortent un troisième maillot où le blanc prédomine et que les joueurs portent lors de la Challenge Cup.

## Arénas
L'antre originale des Panthers est l'Ice Stadium. Construit par Sims, Sons and Cooke Ltd, l'Ice Stadium reprend la conception de l'Harringay Arena et ouvre officiellement le 10 avril 1939. Le bâtiment accueille ses premiers matchs deux jours après lorsque les Greyhounds Harringay battent les Racers Harringay 10–6 devant une foule de 5 000 spectateurs. Malgré la présence d'une équipe sous le nom de Nottingham Panthers qui joue trois matchs durant l'hiver 1939–1940, il faut attendre jusqu'en 1946 avant de voir un nouveau match de compétition dans la patinoire. Pendant la Seconde Guerre mondiale, l'Ice Stadium sert d'entrepôt de munitions de fortune et de morgue. Le bâtiment rouvre le 31 août 1946 en accueillant un nouveau match entre les Greyhounds et les Racers avant que les Panthers fassent leurs débuts en compétition le 22 novembre, battant les Wembley Monarchs 3–2. Cette salle restera l'antre de l'équipe de 1946 à 1960 et de nouveau à partir de la reformations du club en 1980 jusqu'en 2000.

## Palmarès
- Vainqueur de l'Ahearne Cup : 1955, 1986, 1991, 1994, 1996, 1998
- Vainqueur du British Championship : 1956, 1989, 2013
- Vainqueur des Playoffs d'Elite Ice Hockey League : 2007, 2011, 2012, 2013, 2016
- Vainqueur de la Challenge Cup : 2004, 2008, 2010, 2011, 2012, 2013, 2014, 2016
- Vainqueur de la Coupe continentale : 2017

## Leaders

### Entraîneurs-chefs
- Alex Archer, 1946-1948
- Archie Stinchcombe, 1948-1955
- Chick Zamick, 1955-1958
- Lorne Smith, 1958-1960
- Les Strongman, 1980-1982
- Terry Gudziunas, 1982-1983
- Mike Urquhart, 1983-1985
- Alex Dampier, 1985-1993
- Kevin Murphy, 1993
- Mike Blaisdell, 1993-1999
- Alex Dampier, 1999-2002†
- Paul Adey, 2002-2005
- Mike Blaisdell, 2005-2006
- Mike Ellis, 2006-2008
- Corey Neilson, 2008-2018
- Rich Chernomaz, 2018-2019
- Rick Strachan, 2019 (intérim)
- Tim Wallace, 2019-2022
- Mark Matheson, David Whistle & Stephen Lee, 2022 (intérim)
- Gary Graham, 2022
- Corey Neilson, 2022-2023
- Jonathan Paredes, 2023-

†Dampier fut directeur entre 2000 et 2002. L'entrainement pendant cette période était supervisé par Peter Woods (2000-2001) et Paul Adey (2001-2002), cependant Dampier garda ses prérogatives sur l'équipe.

### Capitaines
- Reg Howard, 1947-1948
- Ed Young, 1948-1949
- Ken Westman, 1948-1950
- Les Strongman, 1950-1955
- Lorne Smith, 1955-1956
- Ken Westman, 1957-1958
- Les Strongman, 1958-1959
- Dwayne Keward, 1980-1981
- Daryl Easson, 1981-1982
- Mike Urquhart, 1982-1983
- Gavin Fraser, 1983-1984
- Greg McDonald, 1983-1984
- Jeff Andison, Robin Andrew, 1984-1985
- Gavin Fraser, 1985-1987
- Terry Kurtenbach, 1986-1993
- Andre Malo, 1993-1994
- Paul Adey, 1993-1994
- Ross Lambert, 1993-1994
- Rick Brebant, 1994-1995
- Garth Premak, 1995-1998
- Jamie Leach, 1998-2001
- Joel Poirier, 2001-2002
- John Purves, 2002-2003
- Briane Thompson, 2003-2004
- Calle Carlsson, 2004-2006
- David Clarke, 2006-2007
- Sean McAslan, 2007-2008
- Danny Meyers, 2008-2012
- Jordan Fox, 2012-2013
- David Clarke, 2013-2016
- Brad Moran, 2016-2017
- Stephen Lee, 2017-2018
- Gui Lepine, 2018-2019
- Sam Herr, 2019-2020
- Stephen Lee, 2021-2022
- Matthew Myers, 2022-2023